# Діви ночі
«Діви ночі» — повість українського письменника Юрія Винничука, надрукована в 1992 році.

## Опис
Події книги розгортаються у 1978 році. Герой повертається з армії і з головою поринає у шалений вир життя — такого, якого він ще не знав. «Фарцовка», друзі-сутенери, повії, стара пані, що у своїй «школі» готує дівчат для певних послуг, — за всім цим світом герой спочатку лише споглядає. Але швидко стає у ньому «своїм»...
Книга рекомендується для дорослої аудиторії. В тексті присутня ненормативна лексика.
У 2007 році за мотивами повісті був знятий однойменний двосерійний кінофільм режисера Олега Фіалка.

## Відгуки

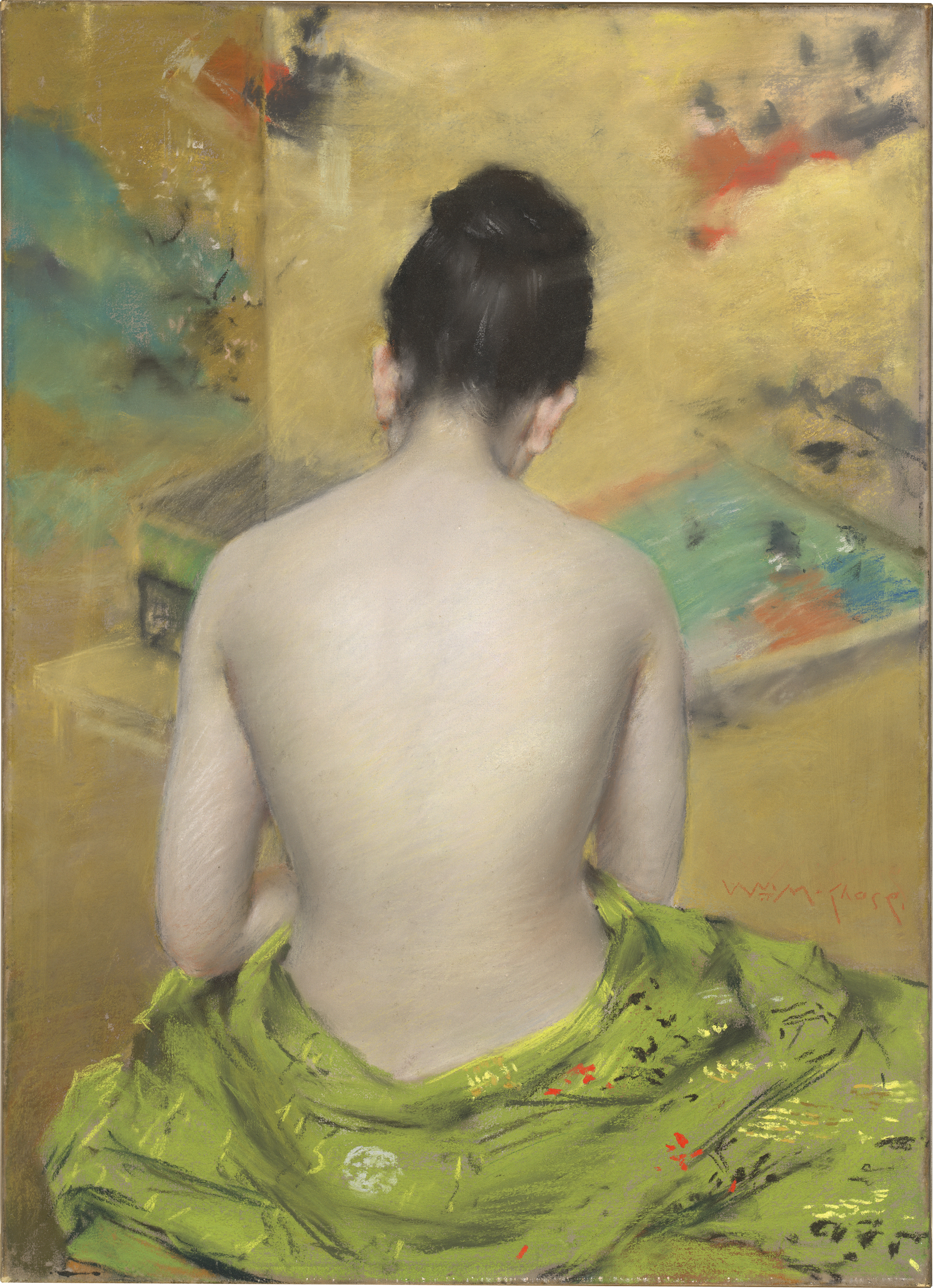
Для обкладинки видання 2017 року використано картину американського художника Вільяма Мерріта Чейза.

|                                                         | ...«Діви ночі» — один з найвідоміших бестселерів української літератури. За визначенням критиків — це перша українська кримінальна повість, написана за всіма законами жанру. Світ повій і кримінальних злочинців, партійних босів і збоченців — все це знайдете саме у «Дівах ночі». І нарешті в повному, а не спотвореному редакторами, обсязі. |
| — Олександр Бойченко, доцент Чернівецького університету | |

|                                 | …адже саме Винничуковим «Дівам ночі» судилося стати першим прозовим твором сучасної української прози, який мені пощастило прочитати у віці сімнадцяти років. Повість якісно відрізнялася від огрому кондової української радянської прози періоду соцреалізму і аж ніяк не відповідала жодним канонам найпрогресивнішого творчого методу. Розквіт брежнєвського застою кінця 70-х років, асоціальний головний герой, за яким вгадується постать вільного молодого художника Юрія Винничука, повії, сутенери, алкоголіки, поетизація суспільного дна, мова, звільнена від штампів, відчуття якоїсь безмежної внутрішньої свободи тексту і, звісно ж, — колоритний Львів. |
| — Андрій Бондар, Дзеркало тижня | |

|                                       | Діви ночі — бестселер, котрий виявився найпопулярнішим твором, що вийшов за останні роки з-під пера українського письменника. «Діви ночі» читали на заводах і фабриках, у школах і технікумах. |
| — Богдан Жолдак, «Пост-Поступ» (1992) | |

## Видання
Деякі видання повісті Юрія Винничука:
- Діви ночі. Юрій Винничук. — Львів: Піраміда, 2007. ISBN 978-966-441-024-0.
- Діви ночі. Юрій Винничук. — Львів: Кальварія, 2007. ISBN 978-966-441-024-0.
- Діви ночі. Юрій Винничук. — Харків: Фоліо, 2016.. ISBN 978-966-03-6521-6.
- Діви ночі. Юрій Винничук. — Фоліо, 2016. — 320с. ISBN 978-966-03-7552-9.
- Діви ночі. Юрій Винничук. — Київ: ДОВЖЕНКО БУКС, 2017. — 314с. ISBN 978-917-7463-10-7.